# Bothriochloa longifolia
Bothriochloa longifolia là một loài thực vật có hoa trong họ Hòa thảo. Loài này được (Hack.) Bor mô tả khoa học đầu tiên năm 1960.